# Trasmoz (hrad)
Hrad Trasmoz se nachází v pohoří Sierra del Moncayo, asi 75km severozápadně od Zaragozy, blízko městečka Trasmoz. Byla to jedna z nejvíce sporných enkláv pro království aragonské a navarrské – hrad leží na hranici mezi nimi.

## Dějiny
Podle navarrských zdrojů hrad Trasmoz existoval již v roce 1185, kdy půda kolem něj patřila Navarrsku a bojovali o něj s Aragonci. Nakonec se stal součástí aragonské koruny za pomoci Alfonse II. Aragonského. Později byl darován Sanchovi Pérez Monteagudovi.
Po spojení Kastílie a Aragonska a zastavení šlechtických sporů byl hrad opuštěn. V roce 1988 Manuel Jalón Corominas vytvořil nadaci Fundación Castillo de Trasmoz pro získání objektu, inicioval restaurátorské práce a archeologické vykopávky a vydal knihu La leyenda negra de Trasmoz.

## Popis
Půdorysem hradu je šestiúhelník, s věžemi na krajích. Nejstarší dochovanou částí je donjon, který byl zrestaurován a nyní je v něm muzeum čarodějnic.
Hrad inspiroval Gustava Adolfa Bécquera k napsání několika příběhů o čarodějnických konventech. Gustavo navštívil tuto oblast se svým bratrem Valerianem Bécquerem během svého pobytu v klášteře Veruela. Roku 2008 byla v areálu hradu umístěna jeho socha, jako součást Ruta de los Hermanos Bécquer.
Za španělskou kulturní památku byl prohlášen v roce 1949.